# Jugoslawische Eishockeyliga 1936/37
Die Saison 1936/37 war die erste Spielzeit der jugoslawischen Eishockeyliga, der höchsten jugoslawischen Eishockeyspielklasse. Meister wurde zum ersten Mal in der Vereinsgeschichte überhaupt der SK Ilirija Ljubljana. Den Titel erhielt die Mannschaft vom jugoslawischen Verband verliehen als Anerkennung dafür, dass der SK Ilirija als zu diesem Zeitpunkt bester jugoslawischer Eishockeyklub galt.